# 山田西インターチェンジ
山田西インターチェンジ（やまだにしインターチェンジ）は、愛知県名古屋市西区にある名古屋第二環状自動車道のインターチェンジである。

## 概要
両方向への入口のみを持つハーフインターチェンジである。

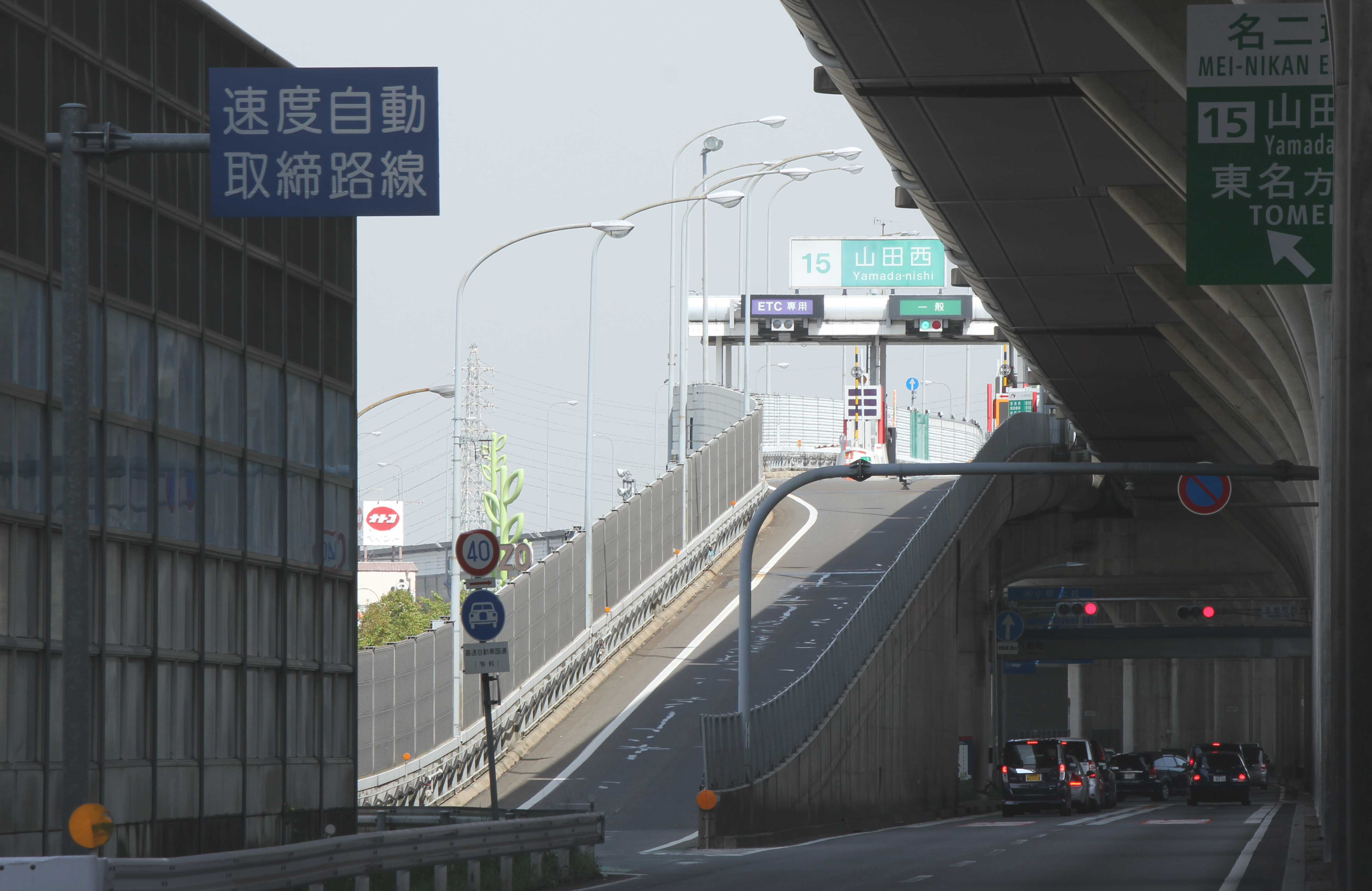
外回り（上社JCT方面）入口
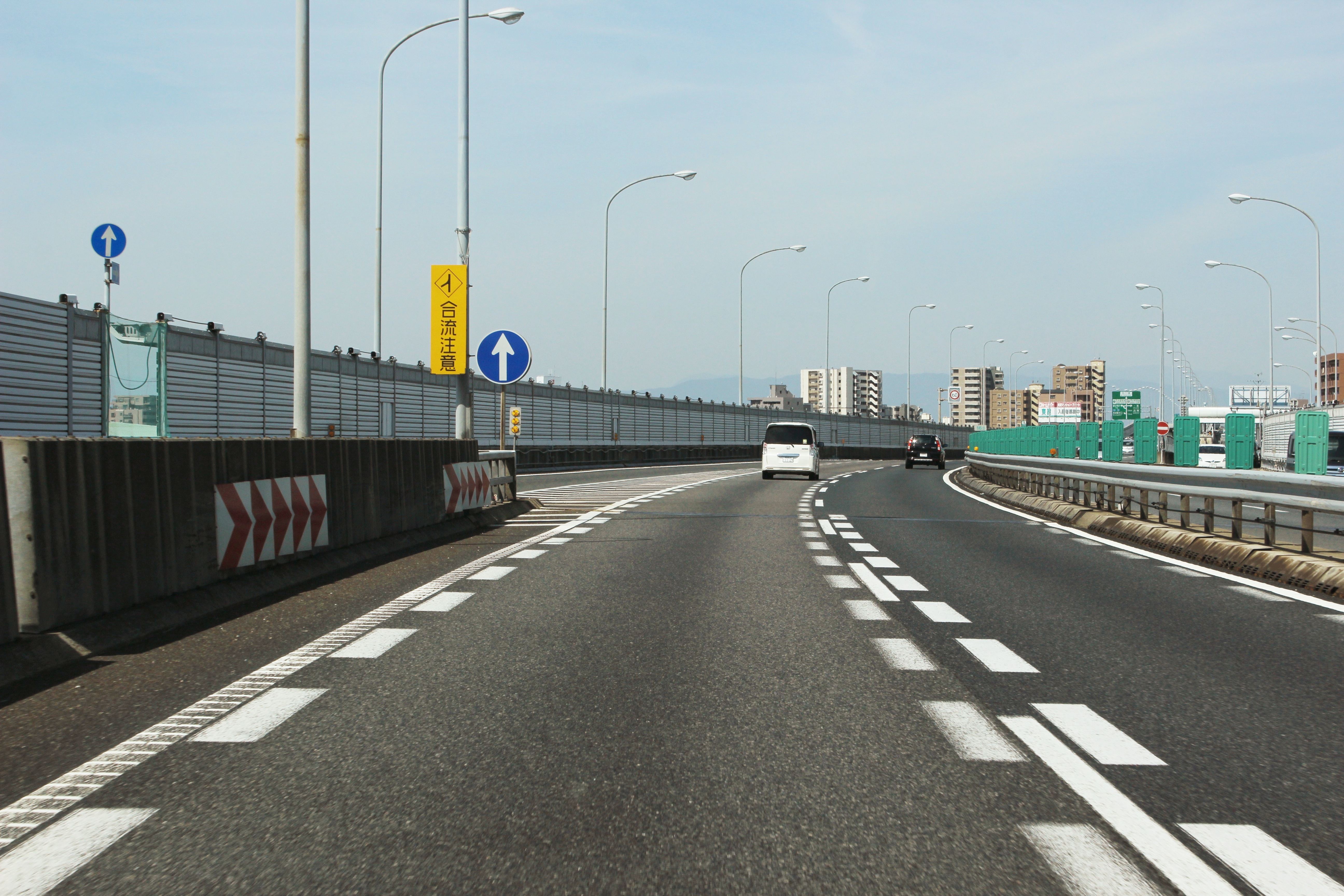
内回り（名古屋西JCT方面）本線流入部
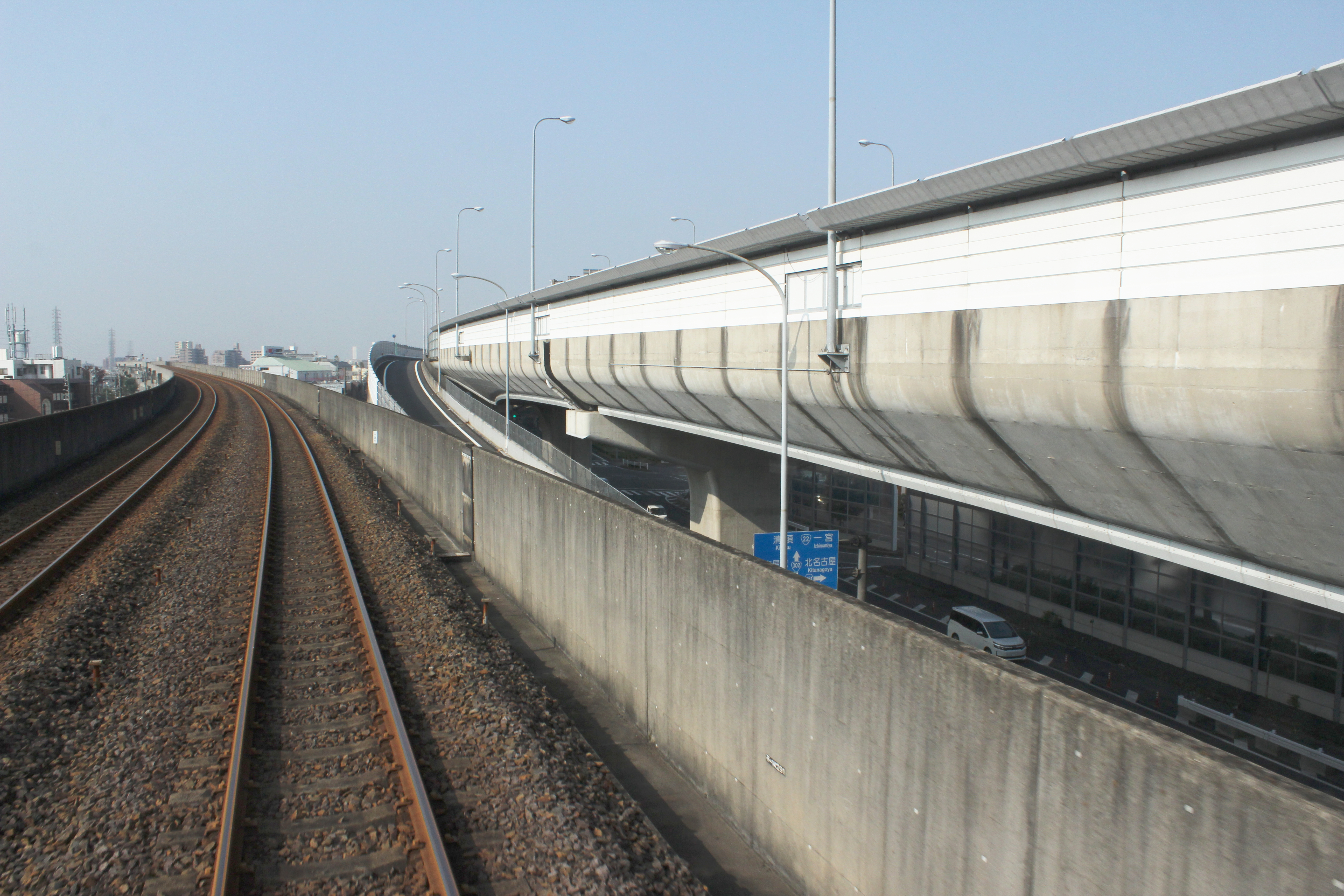
当該ICからJR東海交通事業城北線が勝川ICまで並行。右奥に内回りオンランプを望む。

## 歴史
- 1991年（平成3年）3月19日 : 東名阪自動車道清洲東IC - 勝川IC間開通と同時に当ICを開設[4]。
- 2011年（平成23年）3月20日 : 所属路線名称を名古屋第二環状自動車道（名二環）に変更[5]。

## 接続する道路
- 国道302号[2]

## 料金所

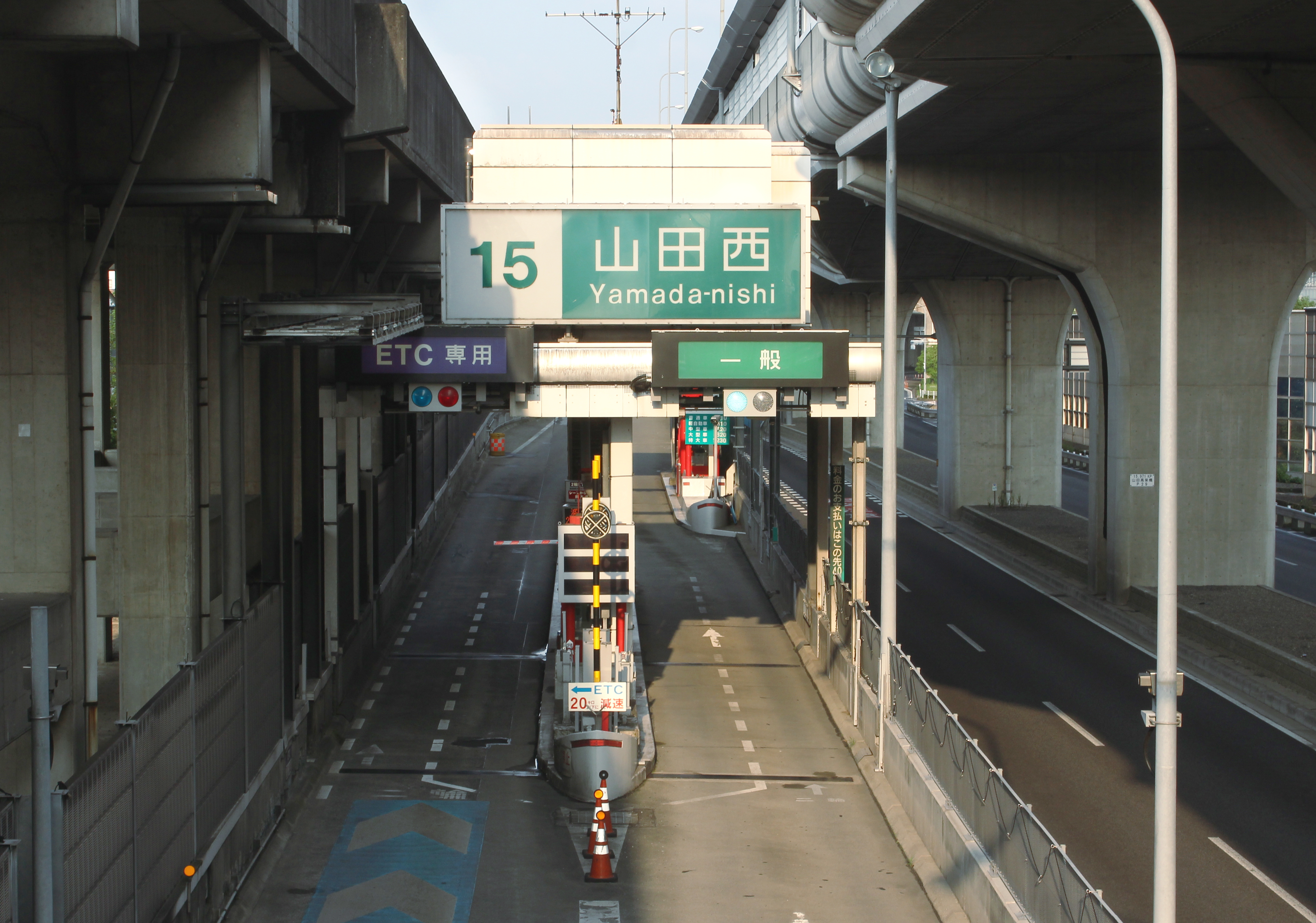
西進用のトールゲート

西側トールゲートは城北線と国道302号に挟まれるようにして配置され、用地の制約から縦分離型の2レーン配置である。手前がETCレーン、奥が一般レーンである。
レーン運用は、時間帯やメンテナンスなどの事情により変更される場合がある。

### 上社JCT・名古屋南JCT方面入口（第一料金所）
- レーン数 : 2[7]
  - ETC/一般 : 1
  - 一般 : 1

### 清洲JCT・名古屋西JCT方面入口（第二料金所）
- レーン数 : 2[7]
  - ETC/一般 : 1
  - 一般 : 1

## 隣
C2 名古屋第二環状自動車道
(14)山田東IC - (15)山田西IC - (16)平田IC